# Charles-Louis-Fleury Panckoucke
Pour les articles homonymes, voir Panckoucke.
Charles-Louis-Fleury Panckoucke, né le 26 décembre 1780 à Paris et mort le 11 juillet 1844 à Meudon, est un écrivain, imprimeur-libraire et éditeur français, fils de Charles-Joseph Panckoucke.

## Biographie
Charles-Louis-Fleury Panckoucke fut éditeur à Paris durant les années 1825-1840, s'associant à un certain Lecointe.

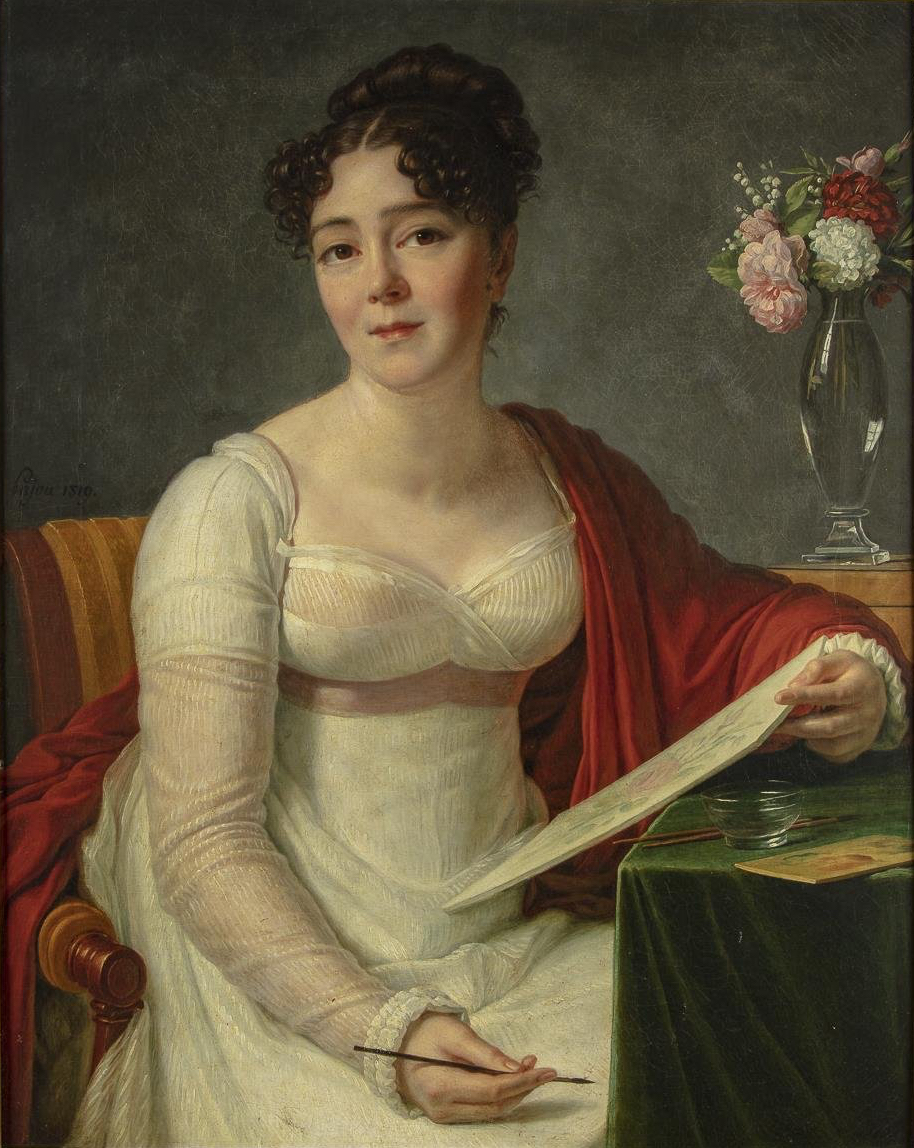
Portrait présumé de son épouse.

De son mariage avec Ernestine Panckoucke, femme de lettres et artiste, traductrice de Goethe, il eut un fils, Ernest Panckoucke (Paris, 4 décembre 1808 - Onzain, 5 janvier 1886) qui fut également éditeur, principalement en tant que patron du Moniteur universel cédé sous le Second Empire à Paul Dalloz (1829-1887), petit-fils par alliance de Charles-Joseph Panckoucke. 
La résidence parisienne du couple Panckoucke - Desormeaux était l'hôtel de Thou situé rue des Poitevins où furent reçus le poète Johann Wolfgang von Goethe, Alfred de Musset ou Alphonse de Lamartine qui considéraient l'hôtesse d'un rayonnement exceptionnel. Leur résidence de campagne était une élégante demeure construite en 1710 face au Château de Meudon, mitoyenne de la propriété du marquis Emmanuel de Pastoret.
Charles-Louis-Fleury fut l'initiateur de la collection Panckoucke ou Bibliothèque latine-française. 
Il est promu officier de la Légion d'honneur en 1837. 
La maison d'édition Panckoucke disparut à la fin du XIXe siècle au profit des éditions Dalloz.
Charles-Louis-Fleury Panckoucke était collectionneur d'antiquités et d'objets d'art. Il a notamment réuni une collection de vases grecs sur le thème d'Héraklès qui se trouve maintenant au château-musée de Boulogne-sur-Mer.
Son buste fut taillé dans le marbre par Louis-Marie Guichard en 1831.

## Principales publications
- De l'Exposition, de la prison et de la peine de mort (1807)
- [Monument des] Victoires, conquêtes, désastres, revers et guerres civiles des Français de 1792 à 1815, par une Société de militaires et de gens de lettres, Charles Théodore Beauvais de Préau, Jacques-Philippe Voïart, Ambroise Tardieu, Paris, 1820
- Description de l'Égypte, cette seconde édition, vendue par souscription, est réalisée de 1820 à 1830.
- Le souper de Beaucaire et Lettre à M. Matteo Buttafoco par Napoléon Bonaparte, (1821)
- Exemples de style extraits de Racine et de Boileau (1826)
- Lettres de Voltaire et de J. J. Rousseau à C. J. Panckoucke, éditeur de l'encyclopédie méthodique (1828)
- Collection d'antiquités égyptiennes, grecques et romaines, d'objets d'art du XVe siècle, vases et coupes grecs, manuscrits, tableaux et gravures, réunis et classés par C.-L.-F. Panckoucke (1841)
- Études et dissertations sur C. C. Tacite (1842)